# 蒙脱石散
蒙脱石散（英語：Diosmectite），商品名为思密達（Smecta），是一種用於急性和慢性腹瀉的治療的藥物，含雙八面體蒙脫石微粉。 
蒙脱石散具有層狀結構與可塑性，電荷為非均勻分布，這些特性使其可以非常有效率的與有害物質或是消化道黏膜結合，透過與消化道黏液中的醣蛋白進行結合並覆蓋消化道，使其增加對於刺激或是不良物質的防禦力；故蒙脱石散具有保護消化道黏膜的作用。
蒙脱石散既不會影響X光檢測結果，也不會改變糞便的顏色，在建議用量下也不會改變腸道排空所需的時間。

## 外部連結
- Santantonio M, Colella M, Fiorica F,  et al. . Minerva Gastroenterol Dietol. 2000, 46 (4): 225–30. PMID 16501441.